# Пигес (Кавала)
Пигес (грч. Πηγές) је насељено место у општини Места у периферији Источна Македонија и Тракија, Грчка. Према попису из 2021. године било је 614 становника.
Насеље се некада састојало од турских села Кутунџали и Сусуркој која су на попису из 1913. године имала 74, односно 360 становника. Године 1924. турско становништво је принудно исељено у Турску а на њихово место су насељене грчке избегличке породице, а нешто ксније и Каракачани. На попису из 1940. године Пигес је имао 744 становника.